# Severin Nordentoft
Thomas Severin Johannes Nordentoft Thomsen (ur. 24 listopada 1866 w Brabrand, zm. 1922) – duński lekarz, chirurg. 
Leczył pacjentów z chorobą Gravesa-Basedowa przez totalną tyreoidektomię w 1894 roku, jako pierwszy duński chirurg. Jako pierwszy na świecie wykonał artroskopię. Od 1910 roku zajmował się radiologią i radioterapią; jako jeden z pierwszych zaproponował leczenie guzów mózgu radioterapią. Zmarł w 1922 roku w wieku 55 lat z powodu niedokrwistości aplastycznej, wywołanej promieniowaniem. Napisał wiele książek, w tym autobiografię i dwie sztuki teatralne.

## Wczesne lata życia
Severin Nordentoft urodził się jako jedno z 11 dzieci pastora Pedera Nordentofta Thomsena, które dożyły dorosłości. Ojciec Severina zapewnił dobre wykształcenie wszystkim swoim dzieciom, także córkom, co w tych czasach było rzadkością. Spośród 6 braci trzech zostało lekarzami, dwóch duchownymi, a jeden prawnikiem. Z 5 sióstr, dwie zostały pielęgniarkami, jedna nauczycielką, jedna położną i wreszcie jedna dentystką.
W roku 1883 Severin ukończył z najlepszą lokatą szkołę średnią i rozpoczął studia medyczne na Uniwersytecie Kopenhaskim. W roku 1888 odbył służbę wojskową jako konsultant na korwecie Dagmar, a w styczniu 1890 roku ukończył z pierwszą lokatą studia.

## Kariera zawodowa
Od listopada 1891 roku do maja 1892 roku Severin pracował jako lekarz na Wyspach Owczych. Napisał wtedy swój pierwszy, opublikowany rok później, artykuł En Vinter på Færøerne (pol. Zima na Wyspach Owczych). Od lipca 1892 do grudnia 1893 odbywał staż kandydacki w kopenhaskim szpitalu Frederiks Hospital.

## Publikacje
- En Vinter på Færøerne (1893)